# Banho de ervas

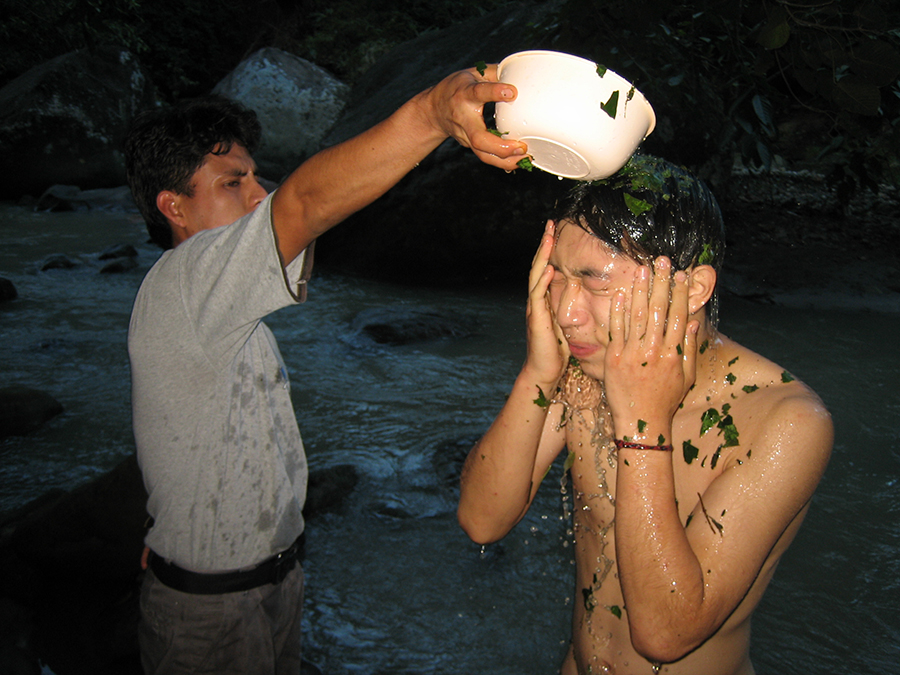
Banho com plantas da medicina tradicional amazonica no Tarapoto, Peru

Os banhos de umbanda, ou banhos de ervas ou amassi são um tipo de ritual característico da umbanda, mas também praticados por pessoas de outras religiões.
Na Umbanda, fazem parte do processo de mediunidade da religião, pois seus praticantes acreditam que sejam veículos de purificação do corpo e da mente. Uma pessoa pode ter vários fluidos pesados em seu corpo, e através dos banhos estes fluidos seriam descarregados.

## Tipos de banho
Os banhos de ervas são classificados em três tipos principais:
1. Banhos de descarga;
2. Banhos de ritual;
3. Banhos de iniciados;

Banhos de ritual, ou banhos ritualísticos, são rituais em que são utilizados elementos da natureza de maneira ordenada, para a troca energética entre o indivíduo e a natureza, restabelecendo o equilíbrio energético físico, mental e espiritual da pessoa.